# Víctor Jou
Víctor Jou i Andreu (Barcelona, 20 de març de 1939 - Figueres, 10 d'abril de 2023) va ser un empresari i promotor musical català.
Era fill de Jordi Jou i Jou (+2001) i Eva Andreu i Cavallé (+2010). Nascut a la plaça Reial de Barcelona, va ser enginyer de professió després de cursar els estudis a La Salle i va treballar de consultor pel Col·legi d'Arquitectes de Catalunya. Va ser el fundador de la sala Zeleste de Barcelona, actual sala Razzmatazz, que va esdevenir el pol de la contracultura de la ciutat a la dècada de 1970. Va tenir un paper molt important en la creació del festival Canet Rock l'any 1975 i en la fundació del segell discogràfic Edigsa, el qual va ajudar a donar a conèixer la trajectòria musical de Sisa, la Companyia Elèctrica Dharma, l'Orquestra Plateria o Gato Pérez, entre d'altres. També va ser el primer director del Mercat de Música Viva de Vic, càrrec que va ocupar des dels inicis l'any 1989 fins a l'any 1992. Va morir el 10 d'abril de 2023 en un hospital de Figueres, a 84 anys. En els següents dies es va preveure un acte d'homenatge a la seva ciutat natal, tal com va anunciar el compositor José Manuel Pagán Santamaría al seu compte d'Instagram.